# George Goschen

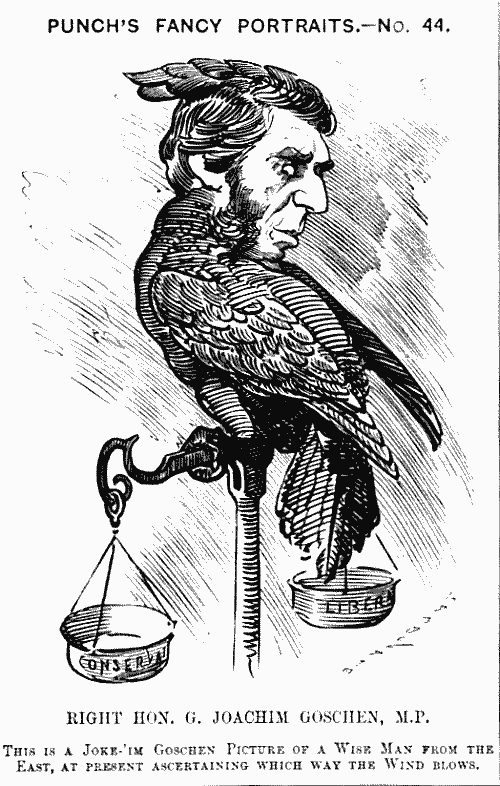
Karykatura Goschena z magazynu Punch (1881)

George Joachim Goschen (ur. 10 sierpnia 1831 w Londynie, zm. 7 lutego 1907) – brytyjski polityk, członek Partii Liberalnej, Partii Liberalno-Unionistycznej i Partii Konserwatywnej, minister w rządach lorda Russella, Williama Ewarta Gladstone’a i lorda Salisbury’ego.

## Życiorys
Był synem Williama Henry’ego Goschena, londyńskiego kupca niemieckiego pochodzenia. Wykształcenie odebrał w Rugby School oraz w Oriel College na Uniwersytecie Oksfordzkim. W 1853 r. rozpoczął pracę w firmie ojca, Fruhling & Goschen. W 1856 r. został dyrektorem Banku Anglii.
W 1863 r. został wybrany do Izby Gmin jako reprezentant okręgu City of London. Reprezentował Partię Liberalną. W listopadzie 1865 r. został wiceprzewodniczącym Zarządu Handlu i Paymaster-General. W 1866 r. był przez kilka miesięcy członkiem gabinetu jako Kanclerz Księstwa Lancaster. W 1868 r. został przewodniczącym Rady Praw Ubogich, a w 1871 r. otrzymał stanowisko pierwszego lorda Admiralicji. Sprawował ten urząd do wyborczej porażki liberałów w 1874 r. W tych wyborach Goschen był jedynym liberałem, który uzyskał mandat z City of London. W 1876 r. został brytyjskim delegatem w Kairze.
Wobec narastającego poparcia dla konserwatystów w okręgu City of London, Goschen zdecydował się zmienić okręg wyborczy podczas wyborów 1880 r. Wystartował więc i uzyskał mandat z okręgu Ripon. W tym czasie Goschen często popadał w konflikty ze swoją macierzystą partią. Odmówił przystąpienia do rządu Gladstone’a i odrzucił stanowisko wicekróla Indii. Został natomiast specjalnym wysłannikiem w Turcji. W 1882 r. został komisarzem kościelnym. W 1884 r. odrzucił proponowane mu stanowisko speakera Izby Gmin. W wyborach 1885 r. Goschen uzyskał mandat z okręgu Edinburgh East. Po rozłamie w Partii Liberalnej przeszedł do nowej Partii Liberalno-Unionistycznej. Podczas przedterminowych wyborów 1886 r. utracił mandat parlamentarny.
W grudniu 1886 r. Goschenowi zaoferowano stanowisko kanclerza skarbu w konserwatywnym rządzie Salisbury’ego. Musiał on jednak powrócić wcześniej do Izby Gmin. Pierwsza próba, podjęta w styczniu 1887 r. w okręgu Liverpool Exchange, zakończyła się niepowodzeniem. Goschen uzyskał mandat parlamentarny w lutym z okręgu Westminster St George’s. Jako deputowany Goschen mógł już objąć stanowisko Kanclerza, na którym pozostał po wyborczej porażki konserwatystów w 1892 r. W międzyczasie został rektorem Uniwersytetów w Aberdeen (1888) i Edynburgu (1890).
Kiedy lord Hartington odziedziczył w 1892 r. tytuł księcia Devonshire i zasiadł w Izbie Lordów, Goschen nie zgłosił swojej kandydatury na stanowisko lidera Partii Liberalno-Unionistycznej. Stanowisko to otrzymał Joseph Chamberlain. To skłoniło Goschena do opuszczenia szeregów liberalnych unionistów. W 1893 r. wstąpił do Partii Konserwatywnej.
Po powrocie konserwatystów do władzy w 1895 r. Goschen został pierwszym lordem Admiralicji. W 1900 r. zrezygnował ze wszystkich stanowisk. Otrzymał tytuł 1. wicehrabiego Goschen i zasiadł w Izbie Lordów. W 1903 r. został Kanclerzem Uniwersytetu Oksfordzkiego. W latach 1886–1888 był prezesem Królewskiego Towarzystwa Statystycznego.
Goschen opublikował również wiele pamfletów i książek, m.in. The Theory of the Foreign Exchanges, Cultivation of the Imagination, Intellectual Interest oraz The Life and Times of George Joachim Goschen.
Zmarł w 1907 r. Tytuł parowski odziedziczył jego syn George.